# Mesalina (película de 1951)
Mesalina (Messalina en italiano y The Affairs of Messalina, en inglés) es una película coproducción italiana-española-francesa de 1951, dirigida por Carmine Gallone y con María Félix como actriz principal. La película está basada en la vida de la emperatriz romana Mesalina.

## Sinopsis
La decadencia de la antigua Roma es vista por medio de este retrato de la sensual esposa del emperador Claudio. La disoluta Mesalina (María Félix) planea poner en el trono de Roma a su joven favorito.

## Elenco
- María Félix → Mesalina
- Georges Marchal → Cayo Silio
- Memo Benassi → Claudio
- Delia Scala → Cinzia
- Camillo Pilotto → Octavio

## Producción
Filmada en los Estudios Cinecitta, en Roma, Mesalina fue, en su momento, la película más cara del cine italiano. Inicialmente iba a rodarse en España, pero debido a la censura franquista acabó rodándose en Italia.